# Pixelmator
Pixelmator es un software gráfico de edición de imágenes desarrollado para Mac OS X, por Pixelmator Equipo Ltd.. Es una aplicación que combina el código abierto y las tecnologías de Mac OS X. Pixelmator tiene funciones de selección, pintura, retoque, herramientas de navegación, de corrección y gestión del color, así como la edición de imágenes por capas. Pixelmator usa Core Image y OpenGL, tecnologías que utilizan la tarjeta de vídeo del Mac para el procesamiento de la imagen.
Pixelmator es el primer editor de imagen comercial que soporta plenamente el formato WebP de imagen en Mac OS X.

## Características
- Utiliza tecnologías como Core Image, OpenGL y Automator.
- Se integra con los programas iPhoto y Aperture de Mac OS X.
- Es compatible con imágenes de Photoshop, así como, con otros formatos de imagen.
- Utiliza capas para la edición de imágenes.
- Más de 40 herramientas para seleccionar, recortar, pintar, retocar, mecanografía, medición y navegación.
- 16 herramientas de corrección de color y más de 50 filtros.
- Se pueden tomar fotografías con la cámara iSight del Mac, desde dentro de la propia aplicación.
- Automator facilita la conversión rápida de imágenes.
- Es compatible con la aplicación ColorSync de Mac OS X.
- Soporta las características disponibles de Mac OS X Lion y Mac OS X Mountain Lion, tales como versiones, guardado automático y el modo de pantalla completa.

## Versiones
- Pixelmator 1.0 fue lanzado el 25 de septiembre de 2007 a un precio de 59$. El 16 de agosto de 2007 había salido una versión beta cerrada para un pequeño grupo de probadores.
- El 12 de mayo de 2008, el equipo de Pixelmator lanzó la versión 1.2. Esta versión incluía características como herramientas de curva, lazo poligonal, reglas, guías, y cuadrículas de alineación.
- Pixelmator 1.3 se lanzó en 11 de noviembre de 2008. Mejora la estabilidad al trabajar con imágenes de gran tamaño. También incluye nuevas características como hacer clic y arrastrar para ajustar la tolerancia de la varita mágica, el bote de pintura y el nuevo Magic Eraser (borrador mágico). Por último, desde la versión 1.3, Pixelmator está disponible en dos idiomas, francés y español, además de los idiomas ya disponibles (inglés y alemán).
- Pixelmator 1.4 se lanzó en 20 de abril de 2009. Esta versión introduce un nuevo motor de pintura. Además, incluye nuevos filtros de tratamiento de imagen. A partir de esta versión se soportan archivos de Photoshop.
- Pixelmator 1.5 apareció el 8 de septiembre de 2009. Incluye nuevas características como la capacidad de guardar en formatos optimizados para la web, enviar imágenes por correo electrónico, compatibilidad con iPhoto, etiquetas de información, disponibilidad de un nuevo idioma (italiano), y soporte para el nuevo Mac OS X 10.6, que había sido publicado dos semanas antes de esta actualización.
- Pixelmator 1.6 apareció en 13 de julio de 2010. Su novedad fue el completo soporte para arquitecturas de 64 bits y una mayor integración con Mac OS X 10.6. Dejó de ser compatible con versiones anteriores a Mac OS X 10.6.
- La versión 2.0 de Pixelmator se publicó el 27 de octubre de 2011. Su novedad fue la compatibilidad con Mac OS X v10.7 "Lion". Esta versión solo se lanzó en los siguientes idiomas: inglés, francés, alemán y japonés, desapareciendo la versión en español.
- Pixelmator 2.1 fue lanzado el 9 de agosto de 2012. Esta versión funciona con Mac OS X v10.8 "Mountain Lion". Añade nuevas características como el soporte para la Retina Display del nuevo MacBook Pro, o el almacenamiento de documentos en iCloud. También incluye nuevos efectos de edición de imagen.

### Fuente
- ( en ) Este artículo esta parcialmente copiado del artículo en Inglés titulado Pixelmator.